# Śląska szkoła kompozytorów
Śląska szkoła kompozytorów – obiegowe określenie wielopokoleniowej grupy kompozytorów polskich związanych z Państwową Wyższą Szkołą Muzyczną (PWSM) w Katowicach. Za twórców szkoły uważa się kompozytorów: Bolesława Szabelskiego (także organistę), jednego z pierwszych przedwojennych wykładowców PWSM; oraz Bolesława Woytowicza (także pianistę). W skład szkoły zalicza się ich wychowanków: Wojciecha Kilara, Jana Wincentego Hawela, Ryszarda Gabrysia, Witolda Szalonka, Józefa Świdra, Henryka Mikołaja Góreckiego, a także ich wychowanków, między innymi: Eugeniusza Knapika i Aleksandra Lasonia.